# Threnetes ruckeri
El ermitaño barbudo colibandeado (Threnetes ruckeri), también denominado ermitaño barbudo (en Nicaragua, Costa Rica y Colombia), pico de sable de cola negra, colibrí colirayada (en Honduras), tucuso de barba (en Venezuela) o barbita colibandeada (en Panamá y Ecuador),  es una especie de ave apodiforme de la familia Trochilidae, una de las tres pertenecientes al género Threnetes. Es nativo de América Central y del noroeste de América del Sur.

## Distribución y hábitat
Se distribuye por la pendiente caribeña desde el sur de Belice y sureste de Guatemala hacia el sur por Honduras, Nicaragua, Costa Rica y Panamá, y por la pendiente del Pacífico desde el centro sur de Costa Rica y Panamá; hacia el sur por la región del Chocó del oeste de Colombia, hasta el suroeste de Ecuador y hacia el este por el norte de Colombia y noroeste de Venezuela.
Esta especie es considerada común en sus hábitats naturales: el sotobosque y los bordes de selvas húmedas primarias y perturbadas, crecimientos secundarios densos, matorrales semiabiertos, enmarañados, plantaciones, preferentemente cerca de cursos de agua. Desde el nivel del mar hasta los 1200 m de altitud.

## Descripción
Es de mediano tamaño de 10,2 a 11 cm de longitud y un peso de 5 a 5,8 g. Tiene un pico largo y curvado y, al igual que otros ermitaños, no hay dimorfismo sexual. El dorso es de color verde-bronceado, y tiene un parche oscuro a la altura del oído. El pecho es de color naranja-marrón y la parte inferior es gris. La subespecie del sur, T. r. venezuelensis, tiene el pecho de un color algo más apagado comparado a la subespecie nominal en el norte.

## Comportamiento
Al igual que otros ermitaños, T. ruckeri visita flores muy distantes, incluyendo: Heliconia, Costus y el plátano. El macho suele ser menos agresivo que otros picaflores territoriales.
El nido tiene la forma de una taza, y es construida de fibras vegetales adjuntada a dos a cuatro metros de altura en la parte inferior de una heliconia o, a veces la hoja de un plátano. La hembra suele poner e incubar dos huevos blancos.

## Sistemática

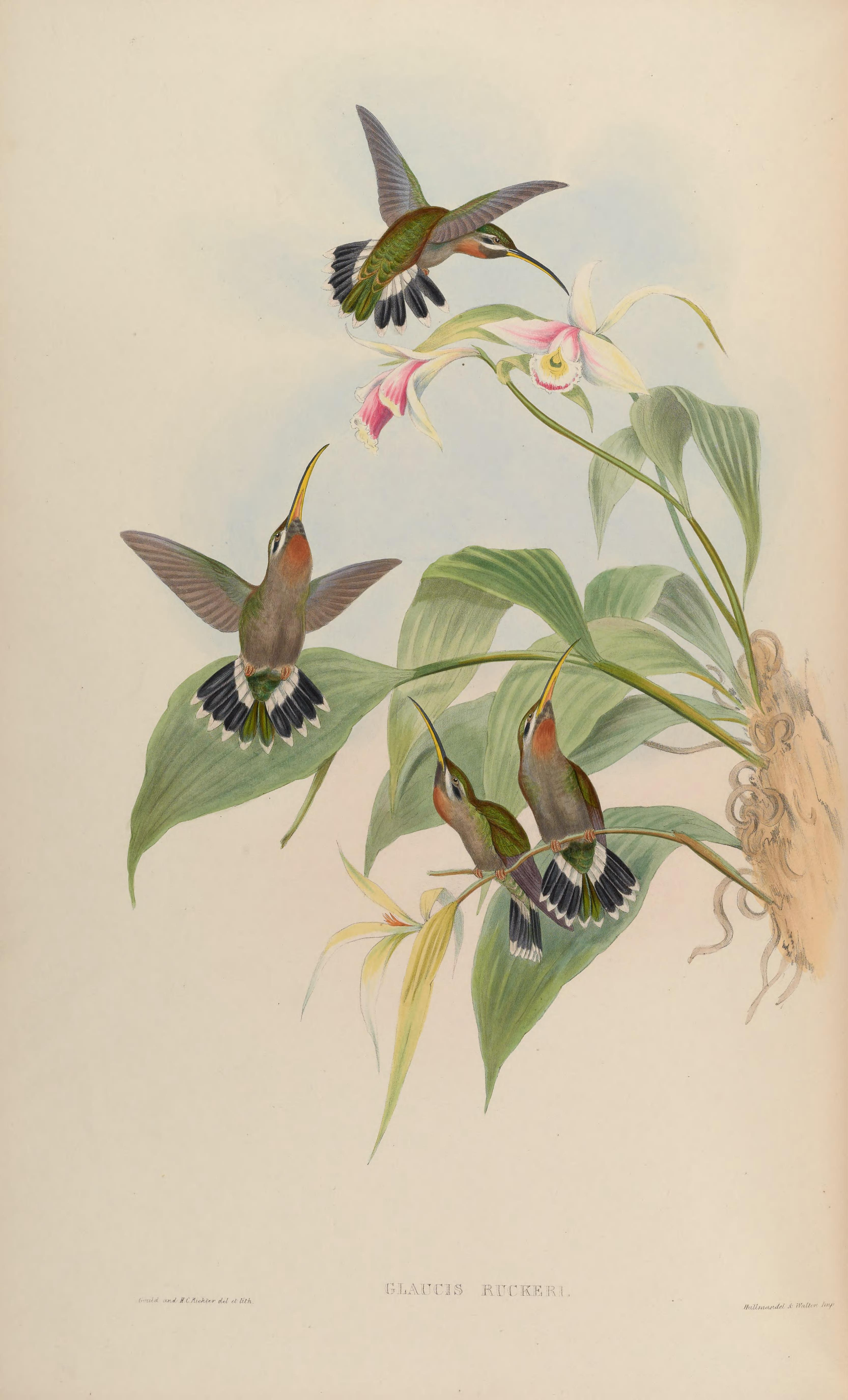
Glaucis ruckeri sinónimo de Threnetes ruckeri, ilustración de Gould y Richter en A monograph of the Trochilidae, or family of humming-birds, 1849.

### Descripción original
La especie T. ruckeri fue descrita por primera vez por el ornitólogo francés Jules Bourcier en 1847 bajo el nombre científico Trochilus ruckeri; su localidad tipo es desconocida.

### Etimología
El nombre genérico masculino «Threnetes» proviene del griego «thrēnētes» que significa ‘de luto’, ‘enlutado’; y el nombre de la especie «ruckeri», conmemora al naturalista británico Sigismund Rucker (1815–1890).

### Taxonomía
La forma descrita T. r. darienensis Bangs & Barbour, 1922, proviene de una zona (Darién) de intensa intergradación entre las tres subespecies reconocidas y se considera indivisible.

### Subespecies
Según las clasificaciones del Congreso Ornitológico Internacional (IOC) y Clements Checklist/eBird  se reconocen tres subespecies, con su correspondiente distribución geográfica:
- Threnetes ruckeri ventosus Bangs & Penard, 1924 – este de Guatemala y Belice hasta Panamá.
- Threnetes ruckeri ruckeri (Bourcier, 1847) – norte y oeste de Colombia y oeste de Ecuador (al sur hasta El Oro).
- Threnetes ruckeri venezuelensis Cory, 1913 – noroeste de Venezuela (al este hasta el oeste de Apure y oeste de Barinas).